# 安东-巴宾斯基综合征
安东－巴宾斯基综合征（Anton–Babinski syndrome），又叫安东综合征，是一种非常少见的脑枕叶损伤的表现。这种脑损伤的患者属于皮质盲，虽然没有证据能够证明自己能够看得见东西，他们仍然坚称自己是能够看到东西的。由于不承认自己失明，此症状被从虚构症中排除。该病征的命名者是Gabriel Anton和Joseph Babinski。

## 患者表现
安东综合征最多见于中风之后，也见于某些头部损伤中。神经病学家 Macdonald Critchley 曾经详细地描述了这种病征：
双侧枕叶的突然障碍有时会导致暂时性的生理和心理的影响，其中最突出的是意识的混乱。通常在某个患者出现这种病征的几天之后，他的亲人或者护士才会发现他们已经不能够看见东西。不是因为病人不愿意主动告诉别人自己已经失明了，而是他们通常会表现的似乎看得见东西一样，对周围的人产生误导。只有发展到患者经常的撞到家具上，打翻东西或者很难找到自己要走的路时才会引起人们的注意。患者还有可能朝墙或者关着的门的方向走。只有当患者开始生动的描述他周围并不存在的人或者事物的时候，才会引起周围人们更大的注意。这种病征同时表现了疾病感缺失和虚构症两种姊妹病征，其中虚构症对语言和行为都产生了影响。
这种病征与盲视完全相反，虽然盲视患者声称自己看不到东西，但是他们的某些感觉却仍十分可靠。

## 病因
尽管有很多相关的理论，为什么病人会否认自己失明到目前还不清楚。其中一个理论认为，脑损伤导致视皮层与大脑的语言中枢之间的通讯受阻。视皮层能够接收到视觉输入，但是不能对这些输入进行解析，大脑中的语言中枢就虚构了一系列的视觉反应。

## 文学影视作品的角色
安东－巴宾斯基综合征曾经出现在美国电视剧豪斯医生的‘Euphoria, Part 1’和‘Euphoria, Part 2’两集中。节目中将病因归结为原发性阿米巴脑膜脑炎，但事实上原发性阿米巴脑膜脑炎通常不会引起这种病征。
在Rupert Thomson的犯罪小说The Insult就是以这种病征作为题材的。作家Peter Watts的科幻小说Blindsight中也提到过安东综合征。Raj Patel 的作品The Value of Nothing中也频繁的提到了这种综合征。

## 另外参见
- 视觉
- 盲视
- 疾病感缺失
- 皮质盲
- 面孔失认症
- 卡普格拉综合征